# Friedrich Repp
Friedrich Repp (* 16. September 1903 in Reichenberg in Böhmen; † 14. Oktober 1974 in Bad Hall) war ein österreichischer Germanist.

## Leben und Werk
Er war der Sohn des Lehrers Georg Repp. Friedrich Repp studierte ab 1920 u. a. Germanistik an der Deutschen Universität Prag, promovierte zum Dr. phil. und habilitierte. Danach wurde er 1943 Dozent an der Universität Wien. Er war spezialisiert auf Slawische Philologie und Ältere Germanistik. 1964 erhielt er in Wien einen unbezahlten Lehrauftrag als außerordentlicher Professor für Bohemistik. Mit Erreichen des 70. Lebensjahres schied er 1973 aus dem aktiven Universitätsdienst aus. Er zog nach Mitterbach in Niederösterreich und starb 1974 in Bad Hall.

## Schriften (Auswahl)
- Zipser Liederblatt. Sternberg (Mähren) 1924.
- Reimwörterbuch zu Ulrich v. Eschenbach. Reichenberg 1940.
- Das slowakische Volkstum. Wien 1940.
- Zur Darstellung der Riesen in den Oktateuch-Handschriften aus dem Serail und aus Smyrna. In: Jahrbuch d. Österr. Byzantin. Gesellschaft Bd. 4, 1955, S. 151–155.
- Reimwörterbuch zu Ulrich v. Eschenbach. Hildesheim 1974.